# Echo (miniserie)
Echo es una miniserie de televisión estadounidense de 2024, basada en Marvel Comics con el personaje del mismo nombre. Es una de las series de televisión del Universo cinematográfico de Marvel (MCU) producida por Marvel Studios, compartiendo continuidad con las películas de la franquicia, y es un spin-off de la serie Hawkeye (2021). La trama sigue a Maya Lopez regresando a su ciudad natal donde debe aceptar su pasado, reconectarse con sus raíces nativas americanas y se dedica a su familia y comunidad. Marion Dayre y Amy Rardin sirven como escritor principal y Sydney Freeland dirige el equipo de dirección.
Alaqua Cox repite su papel como Maya López / Echo de Hawkeye, con Chaske Spencer, Tantoo Cardinal, Charlie Cox, Devery Jacobs, Zahn McClarnon, Cody Lightning, Graham Greene, y Vincent D'Onofrio también protagonizando. El desarrollo del spin-off comenzó en marzo de 2021, cuando se confirmó que Alaqua Cox regresaría y Etan y Emily Cohen estaban adjuntos como escritores principales. La serie se anunció formalmente en noviembre de 2021, cuando se reveló que Dayre se desempeñaba como guionista principal, con Freeland programada para dirigir en marzo de 2022. El rodaje tuvo lugar desde fines de abril hasta fines de agosto de 2022, en el área metropolitana de Atlanta, que incluye Atlanta, Peachtree City, Social Circle y Grantville, Georgia. En mayo, Marvel reveló más miembros del reparto y que Catriona McKenzie también dirigiría la serie, mientras que la participación de Rardin se reveló en septiembre.
Echo se estrenó en su totalidad simultáneamente en Disney+ y Hulu, el 9 de enero de 2024, constando de cinco episodios. Es el primer estreno televisivo de Marvel Studios que debuta en Hulu y recibe una calificación TV-MA. Es parte de la Fase Cinco del MCU y la primera serie bajo el lema «Marvel Spotlight». La serie recibió críticas generalmente positivas de los críticos.

## Premisa
Cinco meses después de los acontecimientos de Hawkeye (2021), Maya Lopez está siendo perseguida por la organización de Wilson Fisk, lo que la lleva a regresar a su ciudad natal en Oklahoma, donde debe aceptar su pasado, reconectarse con sus raíces nativas americanas y abrazar a su familia y comunidad.

## Reparto y personajes
- Alaqua Cox como Maya López / Echo:
Una nativa estadounidense Choctaw sorda y ex comandante de los Tracksuit Mafia,[nota 1] , una banda criminal que trabaja para Wilson Fisk.[5][6] La directora y productora ejecutiva, Sydney Freeland señaló que Maya se encuentra en "un lugar emocional muy vulnerable" y tiene "toda esta emoción, rabia y sentimiento reprimidos dentro de ella", que Fisk puede explotar. Maya no tiene la capacidad de copiar perfectamente los movimientos de otra persona como en los cómics, lo que Freeland consideró "un poco aburrido".[5] El coordinador de especialistas, Mark Scizak pudo incorporar la pierna ortopédica de Cox en sus peleas. Scizak describe el estilo de lucha de Maya como "una mezcla muy sólida de MMA y un montón de artes marciales".[7] Darnell Besaw, la prima de Cox, interpreta a una joven Maya López.[8][9]
- Chaske Spencer como Henry "Black Crow" Lopez:
El tío de Maya y hermano de William, propietario de una pista de patinaje local y todavía está conectado con el imperio criminal de Fisk. Spencer dijo que Henry "se siente culpable" por la muerte de William y que el regreso de Maya lo hace enfrentar cosas para las que aún no está preparado.[7]
- Tantoo Cardinal como Chula:
La abuela separada de López. Cardinal explicó que al inicio de la serie, la relación de las dos "está bastante fracturada y no están en un buen lugar" dado que el enojo de Chula tras la muerte de su hija, la madre de López, que llevó a que López y su padre se fueran.[7] Isabella Madrigal interpreta a una joven Chula.[10]
- Charlie Cox como Matt Murdock / Daredevil:
Un abogado ciego de Hell's Kitchen, Nueva York que lleva una doble vida como justiciero enmascarado.[11][12] Daredevil aparece en una secuencia de flashback donde lucha contra Maya mientras ella está en una de las primeras tareas de Fisk.[12] El productor ejecutivo, Richie Palmer explicó que la inclusión de Daredevil se hizo de una manera que los creativos esperaban que se sintiera como parte de su historia que se había establecido en la serie de Netflix de Marvel Television, aunque todavía accesible para espectadores que no habían visto esas series. Dijo: "sólo queríamos asegurarnos de que honrara lo que vino antes, pero esperamos que también lo impulse hacia adelante" y ayude a conducirlo hacia la serie de Disney+, Daredevil: Born Again.[13]
- Devery Jacobs como Bonnie:
Una persona "resiliente y de voluntad fuerte" que es hija de adultos sordos (CODA) y prima separada de López y una paramédico.[14][15][8][7] Ella "lo tomó difícil" cuando Maya se fue por primera vez debido a que eran muy cercanas, y tiene la esperanza de reavivar esa relación una vez que ella regrese.[7] Jacobs previamente expresó a Kahhori en la segunda temporada de What If...?, lo que llamó una "coincidencia" de que ella fuera parte de dos proyectos de Marvel Studios y señaló que los dos personajes no estaban relacionados.[14] Wren Zhawenim Gotts interpreta a una joven Bonnie.[10]
- Zahn McClarnon como William Lopez: El padre fallecido de Maya y ex comandante de los Tracksuit Mafia[nota 1].[16]
- Cody Lightning como Biscuits:
El primo "bien intencionado" de López, que es "divertido y de buen carácter". Lightning dijo que Biscuits se convierte en el "compañero de López que le brinda un alivio cómico", llamándolo "un cachorrito grande y serio" que tiene una gran lealtad a la familia.[7]
- Graham Greene como Skully: Una figura de abuelo para López, dueño de la casa de empeño de la ciudad. A diferencia de otros miembros de la familia separada de López, Skully está más dispuesto a encontrar una manera de avanzar en su relación.[7]
- Vincent D'Onofrio como Wilson Fisk / Kingpin:
Un jefe criminal en Nueva York que es el tío adoptivo de López y el hombre responsable de la muerte de su padre.[11] Después de que López le disparara durante los eventos de Hawkeye (2021), Fisk comienza a usar un parche en un ojo; en los cómics, estaba cegado en ambos ojos.[17] A pesar de que López le disparó, D'Onofrio señaló que Fisk está trabajando duro para recuperarla en su vida, diciendo que la serie muestra a los dos en un "período muy inquietante entre padre e hija".[18] Palmer disfrutó de poder ver un lado diferente de la "emocionalidad" del personaje en la serie, ya que López lo "humillaba" al final de Hawkeye, lo que lo convirtió en "un hombre un poco cambiado".[19] D'Onofrio también creía que interpretó al personaje de una manera que provocaba los mismos sentimientos de "inquietud" hacia él que en su interpretación en la serie de Marvel y Netflix, Daredevil, y quería demostrar que puede "cuidar a la gente de una manera real", lo que realza la intriga y el miedo de Fisk.[18] Cuando se le preguntó si Fisk estaba siendo configurado como el Thanos de los proyectos callejeros del UCM, el productor ejecutivo Brad Winderbaum estuvo de acuerdo, calificando la serie como un "capítulo crucial" en el viaje del personaje, y que Echo "prepararía el escenario de maneras notables" para sus próximas apariciones.[20] Al final de la serie, cuando Maya usa sus poderes sobre Fisk para tratar de curar su trauma infantil, D'Onofrio creía que esto había "iluminado" a Fisk, en lugar de cambiarlo, lo que lo lleva a considerar postularse como alcalde de la ciudad de Nueva York para acumular más poder.[21]

Además, Katarina Ziervogel interpreta a Taloa, la madre de Maya. Julia Jones, Morningstar Angeline y Dannie McCallum aparecen, en viñetas y destellos, como los antepasados de Maya, Chafa, Lowak y Tuklo: según las variaciones de la historia del origen Choctaw, Chafa fue la primera Choctaw, ayudando a su pueblo a emerger al mundo de un derrumbe en Nanih Waiya; Lowak fue una mujer de la tribu Choctaw en 1200 que compitió en el combate tribal de Ishtanboli y Tuklo fue la primera mujer «Lighthorseman». Andrew Howard, quien anteriormente interpretó a Luther Banks en Agents of S.H.I.E.L.D. (2013–2020), recurre como Zane, uno de los líderes del Cártel del Cuchillo Negro que es leal a Fisk. Thomas E. Sullivan, quien previamente interpretó a Nathaniel Malick en Agents of S.H.I.E.L.D., aparece como Victor "Vickie" Tyson, un empleado de la pista de bolos de Henry. Jeremy Renner aparece como Clint Barton / Ronin en "Chafa" a través de imágenes de archivo de Hawkeye (2021), mientras que Richie Palmer, Sr. y ML Gemmill interpretan respectivamente a los padres de Fisk, Bill y Marlene Fisk, en el episodio final, reemplazando a Domenick Lombardozzi y Angela Reed, quienes interpretaron a los personajes en Daredevil (2015–2018). Pat Kiernan y Errol Louis se retratan a sí mismos en la escena de mitad de créditos del episodio, «Maya».

## Episodios
| N.º | Título  | Dirigido por      | Escrito por | Fecha de lanzamiento original |
| --- | ------- | ----------------- | --- | ----------------------------- |
| 1 | «Chafa» | Sydney Freeland   | Marion Dayre y Josh Feldman & Steven P. Judd y Ken Kristensen | 9 de enero de 2024            |
| En un flashback se revela los orígenes de los Choctaw, con Chafa emergiendo como un humano de debajo de la tierra en Nanih Waiya.En 2007, Maya López sufre un accidente automovilístico con su madre Taloa, luego de que unos delincuentes cortaron los frenos de su auto. Después de perder su pierna y a su madre en el accidente, ella se muda de Tamaha, Oklahoma a la ciudad de Nueva York con su padre William, a quien la abuela de Maya, Chula, culpa por la muerte de su hija. William se convierte en comandante de los Tracksuit Mafia, mientras que su empleador, Wilson Fisk, se convierte en el tío adoptivo de Maya. Años más tarde, Maya es testigo de cómo Clint Barton ataca a los Tracksuit Mafia y mata a William. Fisk hace arreglos para que Maya trabaje con él mientras promete encontrar al asesino de William. Durante una misión para Fisk, Maya es atacada por Daredevil pero lucha contra él hasta igualarlo, lo que impresiona a Fisk. En diciembre de 2024, Maya se encuentra nuevamente con Barton y, después de enterarse de que Fisk arregló la muerte de William avisándole a Barton, venga a su padre disparándole a Fisk en el ojo. Cinco meses después, Maya regresa a Tamaha y se reúne con su primo, Biscuits, y su tío, Henry. Maya le pide a Henry que la ayude a desmantelar las operaciones de Fisk para poder hacerse cargo de su imperio, pero Henry se niega a ayudar. Por otra parte, Fisk, quién ha sobrevivido, se recupera de su herida en un hospital. |         |                   | |                               |
| 2 | «Lowak» | Sydney Freeland   | Guion: Marion Dayre y Josh Feldman & Steven P. Judd y Ellen Morton Historia: Marion Dayre & Ken Kristensen y Josh Feldman & Steven P. Judd y Rebecca Roanhorse & Bobby Wilson | 9 de enero de 2024            |
| En un flashback de Alabama en el año 1200 d. C., Lowak participa en un juego de Choctaw Stickball contra un Cheroqui. Cuando el equipo de Lowak está cerca de ganar, el bando contrario envía un guerrero formidable que ayuda a igualar el marcador. Lowak está desesperada por evitar el exilio de su equipo si pierden, y recibe una visión durante un intenso combate cuerpo a cuerpo. Con sus manos brillando, Lowak sale del tumulto con la pelota y asegura la victoria para su tribu.Maya solicita la ayuda de Biscuits para secuestrar un tren de carga custodiado por los hombres de Fisk. Ella localiza un contenedor de municiones y coloca una bomba casera dentro de una de las cajas. Mientras intenta bajarse, su pierna protésica se atasca en un acoplamiento. Maya recibe una visión de sus antepasados, luego logra empujar el acoplamiento para liberar su pierna después de que sus manos comienzan a brillar. El envío llega a una de las armerías de Fisk en Nueva York. Zane envía hombres a descargar la caja, lo que activa la bomba de Maya que destruye la instalación. Más tarde, Maya recibe una nueva pierna protésica de Skully, quien revela que una de las mujeres en la visión de Maya era Chafa, la primera Choctaw. Henry se entera de la explosión de municiones y luego se enfrenta a Maya, advirtiéndole que detenga estos ataques antes de que termine lastimando a personas cercanas a ella, pero ella lo descarta. Mientras tanto, Chula recibe la noticia de que Maya está en la ciudad y Bonnie se entera del regreso de Maya a Tamaha gracias a Biscuits. Maya se niega a interactuar con ninguno de ellos.                                                                         |         |                   | |                               |
| 3 | «Tuklo» | Catriona McKenzie | Guión: Marion Dayre & Ken Kristensen Historia: Ken Kristensen, Jason Gavin & Shoshannah Stern                                                                                 | 9 de enero de 2024            |
| En un flashback a fines de 1800, Tuklo practica tiro con su padre, uno de los Lighthorseman. A pesar de querer ser una Lighthorseman, su padre se lo prohíbe debido a su género. El padre de Tuklo sale a enfrentarse a algunos criminales locales mientras Tuklo se trenza el cabello como una guerrera Choctaw. Ella recibe una visión de Chafa y Lowak y sus manos comienzan a brillar. Los criminales tienden una emboscada al padre de Tuklo, pero ella escucha el ataque y llega a tiempo para salvarlo a él y a su grupo.Skully recibe la visita de Chula, quien la anima a acercarse a Maya. Maya recibe una visión repentina de Chafa, Lowak y Tuklo, y es capturada por el empleado de Henry, Vickie. Se revela que Vickie es leal a Fisk, habiendo avisado a la organización sobre la ubicación de Maya. Mantiene como rehenes a Maya y a Henry en la pista de patinaje de Henry, y captura a Bonnie después de que ella aparece para visitar a Henry. Zane llega por Maya, traiciona y mata a Vickie. Después de una confrontación con Bonnie por su ausencia, Maya escapa y ataca a los ejecutores de Zane. Zane amenaza a Bonnie y Henry, y apunta a Maya a punta de pistola mientras se prepara para dispararles a ella y a Henry. Después de recibir una llamada telefónica, Zane y sus hombres se van. Maya despide a Bonnie y le promete reconciliarse con ella más tarde. Maya se entera por Henry que Fisk todavía está vivo y Henry promete ayudarla. Skully le da a Maya una nueva apariencia para su prótesis. Al salir de la ciudad, Maya regresa a casa y se enfrenta a Fisk. |         |                   | |                               |
| 4 | «Taloa» | Sydney Freeland   | Ken Kristensen, Josh Feldman & Chantelle Wells | 9 de enero de 2024            |
| En 2008, un vendedor de helados se burla de una joven Maya, quien no comprende su pedido de helado porque no sabe que es sorda. Fisk, enfurecido, toma represalias atacando brutalmente al vendedor de helados. Aunque Maya es testigo de esto, patea al vendedor de helados como venganza por su crueldad, sin mostrar ningún remordimiento hacia él. Varios años después, Maya está a punto de empezar a trabajar para Fisk cuando él le ofrece una lección final: sólo pueden confiar el uno en el otro. Mientras terminan su cena compartida, la traductora de ASL de Fisk es despedida y pronto asesinada.Fisk y Maya se ven y él le regala unas lentes de contacto de realidad aumentada para que pueda comunicarse sin un intérprete de ASL. Fisk le dice que le entregará su imperio criminal si ella acepta regresar con él a Nueva York, dándole un día para decidir. Maya comparte esto con Henry, pero recibe una visión abrupta de sus antepasados; En el recinto del festival Choctaw Powwow, Chula recibe la misma visión. Henry lleva a Maya a ver a Chula, quien le dice que sus antepasados los ayudan cuando más lo necesitan, contándole una visión que recibió al dar a luz a la madre de Maya. Maya se va enojada, sintiéndose abandonada por Chula cuando era niña. Más tarde, Chula comienza a trabajar en una prenda especial. Esa noche, Maya va al hotel de Fisk con la intención de matarlo. Al revelarle que mató a su padre después de verlo golpear a su madre, Fisk le dice que cumpla su amenaza si eso es lo que necesita, pero ella lo rechaza. Él repite su invitación para unirse a ella en Nueva York, pero se enfurece al descubrir a la mañana siguiente que Maya se fue de Tamaha sin él. |         |                   | |                               |
| 5 | «Maya»  | Sydney Freeland   | Amy Rardin y Steven P. Judd & Ellen Morton y Chantelle M. Wells | 9 de enero de 2024            |
| En su infancia, Maya hiere accidentalmente a un pájaro carpintero. Taloa la reprende por dañar una vida inocente mientras cura al pájaro carpintero. Más tarde, las dos lo devuelven a la naturaleza.Cuando Biscuits le envía un mensaje a Maya diciéndole que Chula y Bonnie están desaparecidas, ella regresa a Tamaha. Rápidamente ella visita la casa de Chula y tiene una visión de su madre, Taloa. Taloa le dice que ella es la encarnación del legado de su pueblo y que ese legado se hará echo a través de sus acciones. La visión termina, revelando la prenda terminada de Chula. En el Festival Choctaw Powwow, Maya localiza a Fisk, quien ha secuestrado a Chula y Bonnie, y amenaza con matar a toda su familia por traicionarlo. Biscuits despacha a los hombres de Fisk con un camión monstruo, mientras Henry mata a Zane. Maya comparte sus poderes Choctaw con Chula y Bonnie, quienes dominan a los hombres de Fisk. Usando sus poderes, Maya lleva a Fisk al recuerdo de su padre golpeando a su madre para curar el trauma de ese recuerdo, pero Fisk, indignado, exige saber qué le hizo y abandona el festival antes de que llegue la policía. Maya se despide de su familia antes de dejar Tamaha. En una escena a mitad de créditos, Fisk está en su avión mirando con interés una noticia sobre la falta de favoritos en las elecciones a la alcaldía de Nueva York. |         |                   | |                               |

## Producción

### Desarrollo
En diciembre de 2020, se anunció que la nueva actriz sorda y amputada, Alaqua Cox interpretaría al personaje de Marvel Comics, Maya Lopez / Echo en la serie Disney+ de Marvel Studios, Hawkeye (2021). En marzo de 2021, Marvel Studios se encontraba en las primeras etapas de desarrollo de un spin-off de Hawkeye centrado en López de Cox para Disney+, con Etan Cohen y Emily Cohen programados para escribir y producir ejecutivamente. Durante el evento Disney+ Day en noviembre de 2021, la serie se anunció oficialmente como Echo, y Marion Dayre se desempeñaba como escritora principal para entonces en lugar de los Cohen. Amy Rardin también se uniría a la serie para actuar como guionista principal junto a Dayre. Bert & Bertie, quienes dirigieron el episodio Hawkeye, «Echoes» en el que se presenta a López, no creían que estarían involucrados en la serie derivada y sintieron que sería apropiado que alguien en la comunidad nativa americana contara más la historia del personaje. En marzo de 2022, Sydney Freeland compartió un casting en su página de Instagram, indicando su participación en la serie como directora. Marvel Studios confirmó a Freeland como director en mayo, y también anunció que Catriona McKenzie también dirigió la serie. Freeland dirigió todos los episodios excepto el tercero, que fue dirigido por McKenzie. Kevin Feige, Stephen Broussard, Louis D'Esposito, Brad Winderbaum, Victoria Alonso y Richie Palmer de Marvel Studios, son productores ejecutivos junto con Dayre, Jason Gavin y Freeland, mientras que Rardin es coproductor ejecutivo. La serie consta de cinco episodios.

### Guion
Se había formado una sala de escritores para la serie cuando se reveló el desarrollo del proyecto en marzo de 2021. Además de Dayre y Rardin, los escritores de la serie incluyen a Josh Feldman, Steven P. Judd, Ken Kristensen, Rebecca Roanhorse, Bobby Wilson, Ellen Morton, Jason Gavin, Shoshannah Stern y Chantelle Wells. En noviembre de 2021, Dayre indicó que Dara Resnik, Jessica Mecklenburg, Kaitlyn Jeffers y Paloma Lamb también serían escritoras de la serie, aunque no se les acreditó en ningún episodio. Se habían escrito al menos dos episodios a mediados de febrero de 2022, mientras continuaba la escritura de los otros episodios. Marvel dijo que la serie exploraría las consecuencias de las acciones de López en Hawkeye y revelaría su historia de origen. La "indigeneidad" de López se reinventa para el MCU, siendo miembro de la tribu Choctaw en Oklahoma en lugar de ser de los Pies negros como en los cómics. Freeland explicó que las imágenes de los cómics "equivalían a una 'mezcolanza' de imágenes que creaba una historia de fondo 'confusa' y, en última instancia, poco auténtica para el personaje". Ella describió la serie como una exploración del trauma. Judd, quien es Choctaw, ayudó a darle autenticidad a la escritura de la serie. El primer episodio emplea flashbacks para que ayude a explicar la historia de fondo de López, además de incluir sus apariciones en Hawkeye, que "se aborda de una manera que usted sabe lo que necesita saber de antemano". La serie se desarrolla cinco meses después de Hawkeye, en mayo de 2025. El gerente de locaciones, Ryan Schaetzle dijo que la historia se centraría en un pequeño pueblo. La productora supervisora, Eleena Khamedoost dijo que ambientar Echo en Tamaha, Oklahoma era "atractivo" ya que permitió a los escritores convertirlo en un personaje de la serie y "mostrar un mundo que nunca habíamos visto en el MCU".
Borys Kit de The Hollywood Reporter describió Echo como "una historia criminal fundamentada", mientras que su colega Aaron Couch comparó su tono y metraje con Daredevil (2015–2018), Breaking Bad y John Wick (2014), llamándola "la versión de Marvel de un drama por cable en lugar de una serie de streaming del MCU". La serie es el primer proyecto de Marvel Studios en recibir una calificación TV-MA; Freeland dijo que esto se debía a que quería que el público viera a los personajes como "personas" mostrando que "sangran, mueren, los matan y hay consecuencias reales". Freeland se inspiró en las series de Marvel y Netflix, Daredevil y The Punisher (2017–2019). El Jefe de streaming de Marvel Studios, Brad Winderbaum, señaló que la serie tendría "apuestas a nivel de calle" que estaría menos centrado en la narrativa más amplia del MCU y las "consecuencias cósmicas", y Freeland agregó que "no era el destino del universo" sino "el destino de la familia". Gran parte de la serie se desarrolla después de los eventos de Hawkeye y al mismo tiempo explora un "evento sísmico" en la historia familiar de López y cómo eso la lleva hacia Wilson Fisk / Kingpin. La familia es uno de los temas principales de la serie, específicamente cómo se define, con un espectro de dinámicas familiares que se muestran en la serie: la "relación familiar poco saludable" condicional de Fisk y López por un lado, y la familia biológica de López en otro. Freeland dijo que, al comienzo de Echo, López tiene "una definición de familia, y en el transcurso del programa vamos a desafiar esa definición y ver si ella es capaz de ver las cosas de una manera diferente". Echo es inicialmente retratada como una villana en los cómics, algo que atrajo a Freeland y Marvel Studios la animó a explorar más a fondo y "ir más allá".

### Casting
Se esperaba que Alaqua Cox volviera a interpretar su papel en la serie con la revelación de su desarrollo en marzo de 2021, que se confirmó con el anuncio oficial de la serie en noviembre de 2021 para el Disney+ Day. Para agosto de 2021, el casting para la serie estaba en marcha y Marvel Studios buscaba elegir a mujeres latinas o nativas americanas sordas. En abril de 2022, se reveló que Vincent D'Onofrio y Charlie Cox estaban involucrados en la serie, repitiendo sus papeles como Wilson Fisk / Kingpin y Matt Murdock / Daredevil de los medios anteriores del UCM. A finales de mes, Devery Jacobs fue elegido para un papel no revelado, que se informó como protagonista de la serie llamada Julie, que  Deadline Hollywood describió como "resistente y de voluntad fuerte". En mayo de 2022, Marvel confirmó el casting y anunció que Chaske Spencer, Tantoo Cardinal, Cody Lightning y Graham Greene también protagonizarían la serie, con Zahn McClarnon retomando su papel como el padre de Echo, William Lope de Hawkeye. Se confirmó que Charlie Cox y D'Onofrio regresarían para la serie en julio de 2022. En septiembre de 2023, una presentación de la Oficina del Derecho de Autor de los Estados Unidos para la serie reveló que Spencer interpretaba a Henry, Cardinal interpretaba a Chula, Greene interpretaba a Skully, Lightning interpretaba a Cousin Biscuits y Jacobs interpretaba a Bonnie.
Andrew Howard, quien previamente interpretó a Luther Banks en Agents of S.H.I.E.L.D. (2013–2020), reaparece en la serie como Zane, uno de los secuaces de Fisk. Material de archivo de Jeremy Renner como Clint Barton / Ronin de Hawkeye aparece en el primer episodio, mientras que Richie Palmer, Sr. y ML Gemmill respectivamente expresan a los padres de Fisk, Bill y Marlene Fisk en el episodio final, reemplazando a Domenick Lombardozzi y Phyllis Somerville, quienes interpretaron a los personajes en Daredevil. La actriz sorda Katarina Ziervogel interpreta a la madre de Maya, Taloa.
Para abril de 2022, Marvel Studios estaba buscando actores de fondo y extras, en particular nativos americanos, para dos oleadas de rodaje. El primer grupo de unas 30 personas interpretaría a un "grupo central" de gente del pueblo, mientras que se realizó un casting de fondo para bailarines y cantantes powwow reales para darle a la serie un nivel adicional de autenticidad. La serie trabajó con cientos de nativos americanos de todo el país. Freeland reveló que Echo presenta varios cameos de otras películas y series que están al servicio de López y "tienen un motivación de la historia detrás de" su apariencia.

### Diseño
Se consultó a la Nación Choctaw de Oklahoma junto con asesores de la organización liderada por mujeres, IllumiNative sobre la representación de la Cultura Choctaw, las leyendas y la historia retratadas en la serie. Los distintos jefes de departamento pudieron viajar a la Nación Choctaw en Oklahoma para aprender más sobre el idioma y la cultura de los Choctaw, así como experimentarlos de primera mano mientras asistían a un powwow. Trabajaron con el jefe de Choctaw, Gary Batton, el Dr. Ian Thompson, oficial de preservación histórica tribal, y el director ejecutivo de Servicios Culturales, Seth Fairchild. Fairchild dijo que la Nación Choctaw vio Echo como "una oportunidad para prestar realmente nuestra voz y nuestra cultura a una escala que de otro modo no habría sido posible".
Ambre Wrigley es la diseñadora de vestuario de la serie y calificó de "crítico" poder colaborar con los Choctaw en el aspecto del vestuario. Wrigley habló con "al menos cinco líderes tribales e historiadores diferentes" y empleó a un grupo de artesanos choctaw para confeccionar artículos de vestuario. El traje de héroe de López fue diseñado junto con artistas choctaw, quienes se aseguraron de que representara a su pueblo y aun así proporcionara una "revelación poderosa en su debut hacia el final de la serie". Cox explicó que presenta el simbolismo de la felicidad y el poder de la cultura Choctaw, junto con cuentas y gemas que pretenden representar la piel de una serpiente de cascabel occidental, "un animal muy poderoso" respetado por los Choctaw. El traje de Daredevil en la serie es una "nueva versión" de su disfraz de la serie de Netflix, con un diseño más cercano al que usó en She-Hulk: Attorney at Law (2022) con más rojo. El traje de Netflix fue diseñado originalmente por el jefe de desarrollo visual de Marvel Studios, Ryan Meinerding, quien lo "modificó" para Echo para "honrar al clásico Daredevil" y darle el aspecto "por excelencia" del personaje a este serie. Chris Trujillo se desempeña como diseñador de producción. Los jefes de departamento pudieron comprar artículos directamente de la gente de Choctaw, lo que aumentó la autenticidad.

### Rodaje
La fotografía principal comenzó el 21 de abril de 2022, en parte del área metropolitana de Atlanta, en Atlanta, y estaba previsto que se llevara a cabo a lo largo del Great Walton Railroad en Social Circle, Georgia ese mes, con Freeland y McKenzie dirigiendo. Los directores de fotografía incluyen a Kira Kelly para los episodios de Freeland, y Magdalena Gorka para el episodio de McKenzie. La serie está filmada con los títulos provisionales, Grasshopper y Whole Branzino. El rodaje también estaba programada para ocurrir en Peachtree City, Georgia y sus alrededores, desde fines de abril hasta fines de agosto de 2022. Anteriormente se esperaba que el rodaje comenzara en febrero de 2022, así como a principios de abril. El rodaje de tomas de establecimiento para dos episodios tuvieron lugar en Grantville, Georgia, del 16 al 20 de mayo, en varias calles de la ciudad, la torre de agua de Grantville y el castillo de Bonnie. El rodaje fuera de Atlanta tuvo lugar con el primer grupo de extras alrededor del 1 de junio, con el segundo grupo durante tres semanas en julio, y con los bailarines y cantantes extras durante unas dos o tres semanas en julio. El rodaje se llevó a cabo durante 92 días, y concluyó el 26 de agosto de 2022.
Freeland trabajó para garantizar que sus primeros planos incluyeran actores de señas, y muchos miembros del equipo tomaron clases de Lenguaje de señas estadounidense. Aprendieron que, a diferencia de hablar, que transmite texto y subtexto, las señas transmiten el texto mientras que el rostro de una persona transmite el subtexto, lo que cambió el enfoque de Freeland para filmar a López. Douglas Ridloff se desempeñó como consultor de ASL y productor consultor, después de hacerlo anteriormente en Hawkeye y Eternals (2021), con la serie empleando intérpretes de ASL e indígenas de ASL. Ridloff, que es el marido de la actriz de Eternals, Lauren Ridloff, ajustaría sus traducciones del inglés al lenguaje de señas dependiendo de cada personaje, teniendo en cuenta cosas como qué su dominio debe ser dialectos familiares o regionales. Por ejemplo, Bonnie hace señas sin hablar porque es competente, mientras que los personajes mayores como Chula hacen señas más lentamente y usan Comunicación simultánea, que es firmar y hablar al mismo tiempo. Ridloff también pudo incorporar Lenguaje de señas indio de las llanuras y otros lenguajes de señas indígenas que "se remontan a la precolonización" en la serie.

### Posproducción
En mayo de 2023, Jeff Sneider de Above the Line informó que la serie se filmó originalmente en ocho episodios, y después de varios problemas de producción, Feige descubrió que "no se podía estrenar"; se discutió sobre la posibilidad de editar lo que se había filmado en cuatro o seis episodios durante la posproducción, antes de que finalmente se decidiera volver a filmar gran parte de la serie. En última instancia, la serie constó de cinco episodios. Debido a la historia fundamentada de la serie, se informó que tiene menos efectos visuales en comparación con otras series de Marvel Studios. Los editores de la serie son Joel Pashby, Chris McCaleb, Amelia Allwarden, Shelby Hall, y Tania Goding.

### Música
En febrero de 2023, Mato Wayuhi estaba trabajando en la música de la serie, pero ya no estaba involucrado a finales de julio o principios de agosto. En diciembre se reveló, que Dave Porter se desempeñaba como compositor de la serie. La canción principal fue lanzada por Hollywood Records y Marvel Music el 5 de enero de 2024, seguido del álbum de la banda sonora de la serie, el 12 de enero de 2024. «Burning» de Yeah Yeah Yeahs se escucha sobre los títulos principales. La banda sonora incluía en gran medida varias canciones vocales preexistentes, a diferencia de las series anteriores del MCU y Disney+ que tradicionalmente presentaban partituras originales.

Toda la música compuesta por Dave Porter, excepto donde se indique lo contrario.. 
| Echo (Original Soundtrack) |                                                       | |          |  |
| N.º                        | Título                                                | Intérprete (s)                                                                                            | Duración |  |
| 1.                         | «Echo»                                                | | 2:14     |  |
| 2.                         | «The First Choctaw»                                   | | 3:28     |  |
| 3.                         | «A Better Life»                                       | | 2:26     |  |
| 4.                         | «Already Gone»                                        | | 2:34     |  |
| 5.                         | «Kingpin»                                             | | 3:21     |  |
| 6.                         | «Queenpin»                                            | | 5:56     |  |
| 7.                         | «Cage Fight»                                          | | 1:59     |  |
| 8.                         | «Birth of a Villain»                                  | | 2:33     |  |
| 9.                         | «Never Rest»                                          | | 2:11     |  |
| 10.                        | «Bushto»                                              | | 4:56     |  |
| 11.                        | «Train Heist»                                         | | 7:50     |  |
| 12.                        | «Zane»                                                | | 3:18     |  |
| 13.                        | «The Mighty Tuklo»                                    | | 4:29     |  |
| 14.                        | «Ohoyo-yvt Na Moma Ikhaiyana (She Who Remembers All)» | Brenner Billy, Bryon "Mahli" Billy, Philip L. Billy, Lisa Johnson-Billy, Alisha Williams & Seth Fairchild | 1:10     |  |
| 15.                        | «Rink Fight»                                          | | 2:36     |  |
| 16.                        | «Shaped by Those Before You»                          | | 3:33     |  |
| 17.                        | «Echoes of the Ancestors»                             | | 6:39     |  |
| 18.                        | «Who's the Monster?»                                  | | 4:55     |  |
| 19.                        | «Slingshot»                                           | | 2:39     |  |
| 20.                        | «Remember Your Gifts»                                 | | 3:39     |  |
| 21.                        | «Seeds of Strength»                                   | | 2:11     |  |
| 22.                        | «The Once and Future Kingpin»                         | | 2:45     |  |

## Márketing
Alaqua Cox, D'Onofrio, Jacobs, Greene, Cody Lightning y Chaske Spencer, y Feige presentaron las primeras imágenes de la serie en un vídeo de primer vistazo en la D23 Expo en septiembre de 2022, que incluía subtítulos. Wilson Chapman de Variety destacó muchas escenas en las que aparece Echo "pateando traseros" y los nativos americanos, y la aparición de Kingpin de Vincent D'Onofrio con un parche en el ojo. Aidan Kelley de Collider dijo que el metraje configuraba perfectamente el tono de la serie y dejaba en claro que la herencia nativa americana de López sería prominente en todo momento. Kelley también dijo que las imágenes mostraban a López siendo "una completa ruda con una actuación increíble de Alaqua Cox, que exuda carisma sin pronunciar una sola palabra". El primer tráiler se lanzó el 3 de noviembre de 2023. Michael McWhertor en Polygon calificó el metraje como "impactante violento" y señaló su inclusión de un breve cameo de Daredevil. Más tarde ese día, los dos primeros episodios se proyectaron en el área del distrito de Choctaw Casinos & Resorts en Durant, Oklahoma, y Freeland también participó en una sesión de preguntas y respuestas. El Centro Cultural MOWA Choctaw también comenzó una de las reuniones anuales más grandes de la Nación Choctaw para promover la serie y celebrar el Mes Nacional de la Herencia Indígena Americana. Un avance lanzado el 16 de diciembre de 2023, que indicaba la fecha de lanzamiento anterior de la serie, se destacó por su violencia brutal y sangrienta, que Ray Flook de Bleeding Cool creía que era la serie de Marvel más vista desde la serie de Netflix de Marvel Television. Adam Barnhardt de ComicBook.com señaló el uso de la narración en el tráiler, "algo poco común en una serie de Marvel Studios", para señalar el uso de la violencia en Echo.
Un adelanto lanzado una semana antes del estreno de la serie incluía imágenes de Fisk y Daredevil de Daredevil. James Whitbrook de Gizmodo opinó que esto, junto con los comentarios de Winderbaum acerca de creer personalmente que Daredevil debería ser parte de la Sagrada Línea Temporal del UCM, " Echo era como [una] secuela proto-Daredevil" que "habla de las formas complejas y complicadas que Marvel tiene ahora para lidiar con el auge del universo compartido". También le pareció "curioso" que Echo se centrara en sus conexiones con Daredevil cuando se suponía que sería la primera serie «Marvel Spotlight» que fue creado para ser en gran medida independiente y libre de la necesidad de conocer otras películas o series para entenderlas y verlas. Tras el estreno de la serie, Cox la promocionó con varias apariciones en programas de entrevistas, mientras que Freeland estaba programado para discutir la serie en el Festival de Cine de Sundance y en la Casa Indígena de la organización de justicia racial IllumiNative.

## Estreno
Echo se estrenó simultáneamente en su totalidad en Disney+ y Hulu el 9 de enero de 2024 a las 9 pm. (Hora del Este), constando de cinco episodios. La serie fue la primera de Marvel Studios en estrenar todos sus episodios a la vez, ya que las series anteriores del estudio se estrenaban semanalmente. Echo estuvo disponible en Hulu, hasta el 9 de abril de 2024. En Latinoamérica, está disponible en la plataforma de streaming, Star+. También está disponible un doblaje en idioma choctaw de los episodios. El consultor Terry Billy explicó que traducir entre inglés y choctaw consistía en acercarse lo más posible a la palabrería o contexto deseado y, cuando eso no fuera posible, interpretar el contexto al choctaw "cotidiano".
La serie estaba originalmente programada para estrenarse a mediados de 2023, antes de que Dayre declarara en diciembre de 2022 que la serie probablemente se estrenaría alrededor de un año después, lo que indicaba un estreno a finales de 2023, que Marvel Studios anunció posteriormente como el 29 de noviembre de 2023, antes de que se retrasara en septiembre de 2023 al 10 de enero de 2024. Marvel Studios anunció más tarde que la serie debutaría la noche anterior, el 9 de enero. La serie forma parte de la Fase Cinco del UCM, y es la primera serie estrenada bajo el banner «Marvel Spotlight».

## Recepción

### Audiencia
Echo se estrenó en el número uno tanto en Disney+ como en Hulu. Su estreno también generó un aumento de audiencia de Hawkeye, las dos primeras temporadas de Daredevil y la primera temporada de The Punisher en Disney+. El agregador de streaming Reelgood informó que Echo se posicionó como el quinto programa más visto durante la semana del 11 de enero de 2024. Según el agregador de streaming JustWatch, Echo se posicionó se fue la quinta serie de televisión más reproducida del 8 al 11 de enero de 2024. Whip Media, que rastrea los datos de audiencia de los más de 25 millones de usuarios en todo el mundo de su aplicación TV Time, calculó que Echo fue la sexta serie de televisión original más transmitida en todas las plataformas en los Estados Unidos durante la semana del 28 de enero de 2024. y la décima durante la semana del 4 de febrero de 2024. Nielsen Media Research, que registra la audiencia del streaming en las pantallas de televisión estadounidenses, estimó que la serie fue vista durante 731 millones de minutos entre el 8 y el 14 de enero de 2024. Nielsen también informó que Echo atrajo una audiencia típica de las series de Marvel, con dos tercios de los espectadores entre 35 y 64 años y un 60% hombres.

### Respuesta crítica
El sitio web del agregador de reseñas, Rotten Tomatoes informó una calificación de aprobación del 71% con una calificación promedio de 6,6/10, según 85 reseñas. El consenso crítico del sitio dice: "Alaqua Cox hace que valga la pena ver la primera temporada de Echo, mientras que la acción contundente y los nuevos elementos narrativos sugieren un gran potencial para esta serie de construcción lenta". Metacritic, que utiliza un promedio ponderado, se le asignó una puntuación de 62 sobre 100 basada en 23 críticas, lo que indica "críticas generalmente favorables".

### Reconocimientos
La actuación de Cox fue una mención de honor para TVLine, como Intérprete de la Semana, durante la semana que finalizó el 13 de enero de 2024, y Keisha Hatchett afirmó que Cox "ofreció su mejor actuación" en el episodio final de la serie donde "desató el guerrero Choctaw que lleva dentro", calificándolo de "empoderador verla llorar mientras habla con el espíritu de su madre, sus ojos llenos de lágrimas dando un golpe más fuerte que los golpes físicos en las escenas que siguieron". Cox está nominada a Mejor Actriz en una Serie Limitada o Película para Televisión en los Astra TV Awards, mientras que Ambre Wrigley, Kizzie Martin Lillas y Kristina Elaine Taylor están nominadas a Mejor Vestuario de Fantasía/Ciencia Ficción en los 76.a edición de los Primetime Creative Arts Emmy Awards por su trabajo en «Lowak».

## Documental especial
En febrero de 2021, se anunció la serie documental Marvel Studios: Assembled. El especial de esta serie, Assembled: The Making of Echo, se estrenó en Disney+, el 31 de enero de 2024. Se explora cómo el equipo creativo aprendió el lenguaje de señas estadounidense y trabajó para retratar con precisión la cultura nativa americana, así como la colaboración entre Marvel Studios y la Nación Choctaw.

## Futuro
En noviembre de 2022, D'Onofrio declaró que Echo conduciría a los eventos de la serie de Disney+, Daredevil: Born Again, con D'Onofrio y Charlie Cox retomando sus respectivos papeles como Wilson Fisk / Kingpin y Matt Murdock / Daredevil. Después del exitoso debut de la serie, Marvel Studios supuestamente expresó interés en usar a Echo para futuros proyectos del MCU y comenzó a desarrollar nuevas ideas relacionadas con sus héroes callejeros.